# Бродацький Ілля
Бро́дацький Ілля́ (*невідомо — †невідомо) —  український житель та майстер сорочинський. Склав контракт в 1763 році на збудування п'ятиверхої Різдвобогородицької церкви, яка потім стала основою Собору Різдва Пресвятої Богородиці міста Лохвиця. Помер не завершивши будівництво.